# Lambda Crucis
Lambda Crucis (λ Cru, λ Crucis) é uma estrela na constelação de Crux. Tem uma magnitude aparente média de 4,60, o que significa que é visível a olho nu em boas condições de visualização. Com base em medições de paralaxe, está localizada a aproximadamente 372 anos-luz (114 parsecs) da Terra. A essa distância, sua magnitude aparente sofre redução de 0,036 devido à extinção causada por gás e poeira.
Lambda Crucis é uma estrela de classe B da sequência principal com um tipo espectral B4 Vne, em que a notação 'e' indica a presença de linhas de emissão em seu espectro, o que a torna uma estrela Be, enquanto a notação 'n' indica que suas linhas de absorção estão largas e nebulosas devido a uma alta velocidade de rotação, de mais de 300 km/s. Lambda Crucis tem cerca de 5 vezes a massa solar, 3,4 vezes o raio solar e está brilhando com 4 800 vezes a luminosidade solar. Sua atmosfera irradia essa energia a uma temperatura efetiva de 17 300 K, o que dá à estrela a coloração azul-branca típica de estrelas de classe B. Sua idade é estimada em cerca de 53 milhões de anos.
Lambda Crucis pertence ao subgrupo Centaurus-Crux Inferior da associação Scorpius–Centaurus, a associação OB mais próxima do Sol. Não possui estrelas companheiras conhecidas. É também uma estrela variável do tipo Beta Cephei; sua magnitude aparente tem uma varição de 0,02 ao longo de um período de 0,3951 dias.